# Лаакс
Лаакс (нім. Laax) — громада  в Швейцарії в кантоні Граубюнден, регіон Сурсельва.

## Географія
Громада розташована на відстані близько 140 км на схід від Берна, 22 км на захід від Кура.
Лаакс має площу 31,7 км², з яких на 4% дозволяється будівництво (житлове та будівництво доріг), 34,2% використовуються в сільськогосподарських цілях, 30,8% зайнято лісами, 31% не є продуктивними (річки, льодовики або гори).

## Демографія
2019 року в громаді мешкало 1885 осіб (+40% порівняно з 2010 роком), іноземців було 19,7%. Густота населення становила 59 осіб/км².
За віковим діапазоном населення розподілялося таким чином: 14,5% — особи молодші 20 років, 62,5% — особи у віці 20—64 років, 23% — особи у віці 65 років та старші. Було 951 помешкань (у середньому 1,9 особи в помешканні).
Із загальної кількості 1445 працюючих 24 було зайнятих в первинному секторі, 123 — в обробній промисловості, 1298 — в галузі послуг.